# The Judgment Day
The Judgment Day (El Día del Juicio en español) es un stable heel de lucha libre profesional que actualmente se presenta en la promoción de lucha libre profesional WWE en la marca Raw, compuesto por Finn Bálor, Dominik Mysterio, JD McDonagh, Liv Morgan, Raquel Rodríguez y  Roxanne Perez. Inicialmente fue dirigido por Edge y contó con Rhea Ripley y Damian Priest como miembros fundadores. Carlito también fue parte del Judgment Day consolidándose como stable heel.
El nombre del stable fue derivado de la serie de eventos pago por visión del mismo nombre realizado entre 1998 y 2009, con Edge en el cartel del evento de 2009.
El grupo ostenta, actualmente, los Campeonatos Femeninos en Parejas de WWE (Morgan & Rodríguez). Además, ha tenido en su poder el Campeonato Mundial Femenino en dos ocasiones (Ripley y Morgan), el Campeonato Norteamericano de NXT (Mysterio), el Campeonato Indiscutible en Parejas (Bálor & Priest), el Campeonato Mundial de Peso Pesado de WWE (Priest) y el Campeonato Mundial de Parejas (Bálor & McDonagh). Asimismo, Priest fue portador del maletín de Money in the Bank en 2023 el cual canjeó exitosamente en WrestleMania XL, convirtiéndose en el segundo luchador en lograr dicho hito en la historia de WrestleMania.

## Historia

### WWE

#### 2022
En el episodio del 21 de febrero de 2022 de Raw, Edge reflexionó sobre todos los momentos de WrestleMania en su carrera y luego lanzó un desafío abierto para WrestleMania 38. La semana siguiente en Raw, AJ Styles aceptó su desafío, pero Edge lo atacó con un silletazo, cambiando a heel por primera vez desde 2010. Edge debutó con un nuevo tema de entrada, The Other Side de Alter Bridge, durante la preparación para WrestleMania 38, y en el evento del 3 de abril, Edge derrotó a Styles luego de una distracción de Damian Priest.
Después de WrestleMania, Edge formó una alianza con Priest, proclamando su lealtad a Edge al exclamar que, a pesar de un largo reinado en el Campeonato de los Estados Unidos de la WWE, Priest quedó fuera de la cartelera de WrestleMania. Edge admiró la dedicación de Priest para tener éxito y admitió que no estaba al tanto de las intenciones de ayudarlo en WrestleMania, pero no obstante lo aceptó como su alumno. Juntos, Edge y Priest prometieron eliminar a todos los que no encajaran en su "Montaña de la Omnipotencia". En el episodio del 17 de abril de Raw, Edge desafió a Styles a una revancha en Backlash, que Styles aceptó. En el evento, a pesar de que Finn Bálor rechazó el intento de Priest de interferir ilegalmente en el combate (ya que a este último se le prohibió estar en el ringside después de perder ante Styles en el episodio del 2 de mayo de Raw), Edge pudo derrotar a Styles nuevamente después de que un individuo enmascarado, que más tarde fue Rhea Ripley, atacó a Styles. Después del encuentro de lucha, Ripley se arrodilló ante Edge.
Durante las próximas semanas Ripley les dio una clara desventaja a los rivales de The Judgment Day siendo que Finn Bálor y AJ Styles eran constantemente distraídos por esta, por lo que estos optaron por juntarse con Liv Morgan, la antigua compañera de equipo de Ripley y eventual rival para enfrentarse en un 3 contra 3 en Hell in a Cell. Durante el combate, luego de varios minutos de lucha, Bálor se preparaba para rematar a Edge, sin embargo, Ripley se ponía en medio distrayéndolo, por lo que cuando estaba listo para aplicar su remate, era revertido por Edge, recibiendo un Spear de su parte y dándole la victoria a la agrupación. Al día siguiente en el episodio de Raw del 6 de junio, The Judgment Day se presentaba en el centro del cuadrilátero, luego de un par de elogios, Edge tomaría el control de la palabra para mencionar que alguien más había recapacitado y sería el nuevo miembro de la facción, fue así que Finn Balor se presentaba como el cuarto miembro del Stable, sin embargo, Edge no se esperaba que sus aprendices lo atacaran junto con Balor. Siendo expulsado de la agrupación dejando a Balor como el nuevo líder de esta.
The Judgment Day luego comenzó una rivalidad con The Mysterio (Rey Mysterio & Dominik Mysterio) en un intento de reclutar a Dominik en sus filas. Bálor y Priest fueron derrotados por The Mysterio en SummerSlam, luego de la interferencia de Edge que regresaba. En el episodio del 29 de agosto de Raw, Edge desafió a The Judgment Day a un combate para Clash at the Castle, eligiendo a Rey como su compañero de equipo. En el evento de Cardiff, Edge y Rey derrotarían a Bálor y Priest, aunque después del combate, Dominik traicionó atacó a su padre y a Edge, volviéndose heel en el proceso. En el Raw siguiente, Ripley anunció a Dominik como nuevo miembro del grupo, argumentando que se "convirtió en un hombre".
En el episodio del 26 de septiembre de Raw, Edge desafió a Bálor a un «I Quit» Match a efectuarse en Extreme Rules y Bálor aceptó. En el evento del 8 de octubre, Bálor derrotó a Edge después de que Ripley amenazara con aplicar el Con-chair-to a Beth Phoenix (quien junto con Rey Mysterio interfirió en el combate a favor de su marido), lo que llevó a Edge a decir "I Quit" para evitarlo. No obstante, Ripley terminó por atacar a Phoenix por órdenes de Bálor y Priest. Poco después, The Judgment Day reanudó su enemistad con Styles, quien trajo de vuelta al equipo a sus antiguos compañeros Luke Gallows y Karl Anderson, reformando así el The O.C., después de que Styles rechazara una oferta para unirse de Bálor. Esto condujo a un combate de equipos entre los dos exlíderes del Bullet Club y sus respectivos compañeros para Crown Jewel. En el evento del 5 de noviembre, The Judgment Day derrotó a The O.C. luego de la interferencia de Ripley. En busca de equilibrar la rivalidad, The O.C. presentaría a Mia Yim como su solución para contrarrestar a Ripley. Luego en Survivor Series WarGames el 26 de noviembre, Bálor fue derrotado por Styles mientras que el equipo de Ripley fue derrotado por el equipo de Yim en una partida de WarGames. En el siguiente episodio de Raw, The Judgment Day derrotó a The O.C. en una lucha por equipos mixtos de ocho personas para poner fin a su enemistad.

#### 2023-presente
En el episodio del 9 de enero de 2023 de Raw, The Judgment Day ganaron una lucha en parejas que involucraba también a The O.C. (Luke Gallows & Karl Anderson), Cedric Alexander & Shelton Benjamin, Alpha Academy (Otis & Chad Gable y The Street Profits (Montez Ford & Angelo Dawkins) que les daba una oportunidad de retar a los The Usos (Jimmy Uso & Jey Uso) por el Campeonato en Parejas de Raw. Sin embargo, en el especial del 30° aniversario de Raw, Dominik y Priest no lograron ganar los títulos después de que Sami Zayn reemplazara a un lesionado (kayfabe) Jimmy Uso. En Royal Rumble el 28 de enero, Dominik, Bálor y Priest participaron en el Royal Rumble match masculino, donde estos dos últimos fueron eliminados por Edge, mientras que el primero fue eliminado por el eventual ganador, Cody Rhodes. Más tarde esa noche, Ripley ganó el Royal Rumble match femenino al eliminar de última a Liv Morgan. Con esta victoria, Ripley se convirtió en la cuarta luchadora (después de Shawn Michaels en 1995, Chris Benoit en 2004 y el propio Edge en 2021) y la primera mujer en ganar el Royal Rumble entrando como el #1. En el siguiente Raw, Ripley declaró que desafiará a Charlotte Flair por el Campeonato Femenino de SmackDown en WrestleMania 39, siendo una revancha de su derrota ante ella en WrestleMania 36, donde perdió el Campeonato Femenino de NXT. La semana siguiente, Edge y Beth Phoenix desafiaron a Bálor y Ripley a un Mixed Tag Team match en Elimination Chamber. Más tarde esa noche, Priest derrotó a Angelo Dawkins en un combate clasificatorio para la Elimination Chamber por el Campeonato de los Estados Unidos. En dicho evento, The Judgment Day tuvo una noche para el olvido con Priest fracasando en su intento de capturar el título tras ser eliminado del combate por Montez Ford (a quien eliminó previamente en el Rumble) y Bálor y Ripley serían derrotados en su lucha contra Edge y Phoenix. En la Noche 1 de WrestleMania 39 Dominik fue derrotado por su padre Rey tras la intervención del stable mexicano Legado Del Fantasma y de Bad Bunny. Bálor cayó a manos de Edge en un Hell in a Cell match, luchando gran parte del mismo con una lesión. Por otro lado, Rhea Ripley ganó el Campeonato Femenino de SmackDown tras derrotar a Charlotte Flair, convirtiéndose en una Grand Slam Championship.

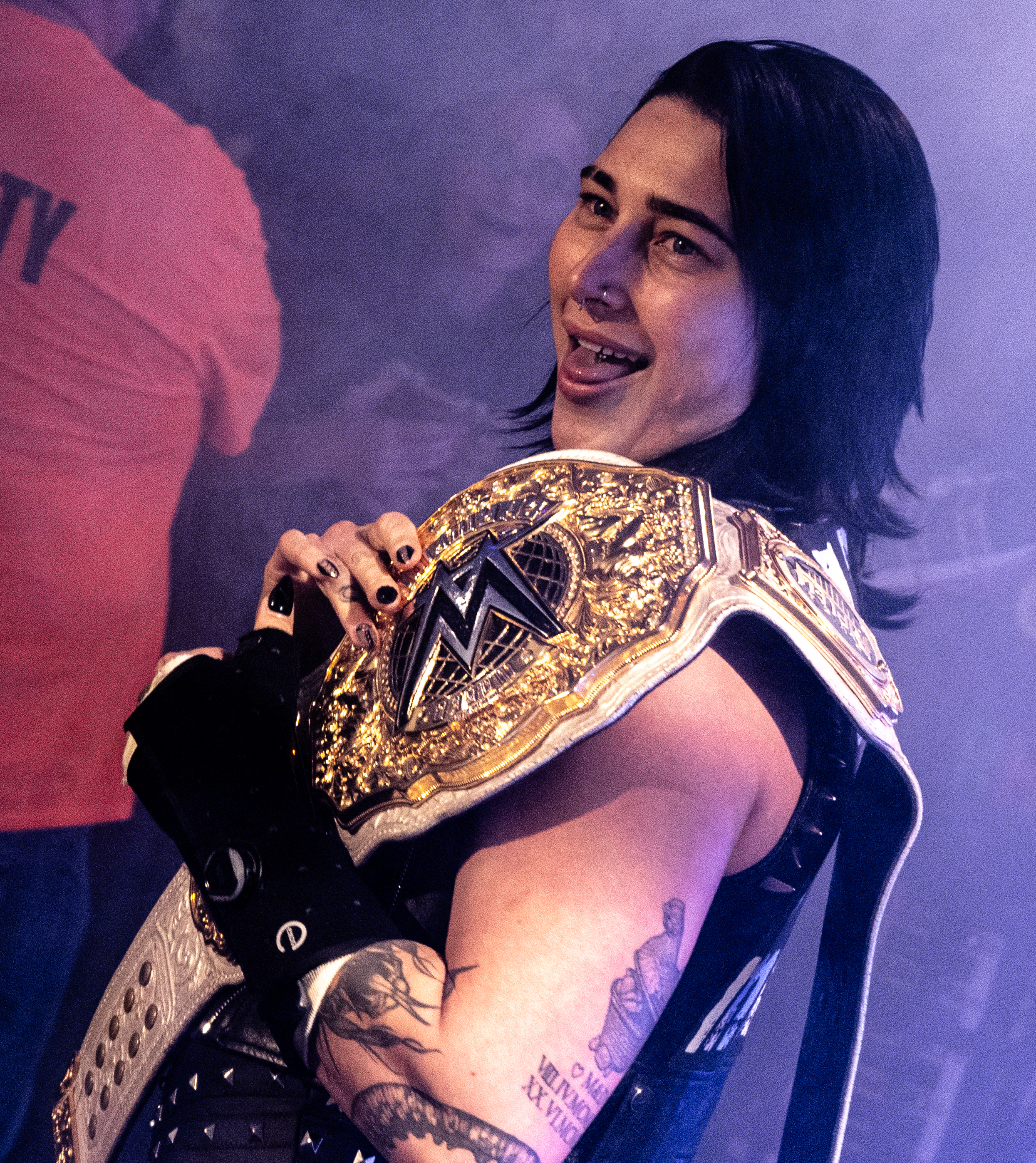
Rhea Ripley como Campeona Mundial Femenina.

En el siguiente episodio de Raw, Dominik confrontó al rapero puertorriqueño Bad Bunny por su participación en el combate que sostuvo contra Rey. Bunny golpeó a Dominik, lo que llevó a Priest a estrangular a su paisano a través de la mesa de transmisiones. En el episodio del 17 de abril de Raw, The Judgement Day entró en una alianza temporal con The Bloodline a pedido de Roman Reigns. Más tarde esa noche, Priest, Bálor y Dominik perdieron ante Matt Riddle, Kevin Owens & Sami Zayn en una lucha por equipos de seis hombres. Después del combate, The Judgment Day y The Bloodline se enfrascaron con Riddle, Owens, Zayn y el Latino World Order. Posteriormente, Bad Bunny regresó en el episodio del 24 de abril y desafió a Priest a una Street Fight en San Juan para Backlash, que se llevaría a cabo en la isla. En Backlash, Ripley defendió con éxito su título contra Zelina Vega, la mánager de LWO, pero Priest cayó ante Bad Bunny con la ayuda de Savio Vega y Carlito en favor del LWO. El 7 de mayo, WWE reveló la lista de participantes del torneo por el nuevo Campeonato Mundial de Peso Pesado que se coronará en Night of Champions, con Bálor y Priest seleccionados como los participantes de Raw. En el episodio del 8 de mayo de Raw, Bálor avanzó a las semifinales del torneo, pero Priest perdió su combate clasificatorio ante Seth Rollins. Bálor luego perdería ante el propio Rollins en las semifinales. En Night of Champions el 27 de mayo, Ripley derrotó a Natalya en 69 segundos para retener el Campeonato Femenino de SmackDown. En el episodio del 5 de junio de Raw, Priest desafió a Rollins por el Campeonato Mundial de Peso Pesado, pero fue derrotado por este. En las semanas posteriores, Rhea presentó un nuevo diseño de su campeonato y lo renombró como Women's World Championship (Campeonato Mundial Femenino), por otro lado Bálor iniciaría una rivalidad con Seth Rollins por el campeonato mundial pesado de cara a Money in the Bank; en dicho evento Priest ganó el maletín y posteriormente perjudicó accidentalmente a Finn en su combate con Rollins.
En el siguiente episodio de Raw, Ripley derrotó a Natalya nuevamente para retener el título mientras que Dominik perdió ante Rollins por descalificación. Priest intentó sacar provecho de Rollins solo para que Bálor atacara a este último. Las tensiones dentro de The Judgment Day pronto terminaron después de que Bálor, Priest y Dominik derrotaran a Rollins y a los Campeones Indiscutibles en Parejas de la WWE Kevin Owens & Sami Zayn en una lucha por equipos de seis hombres después de la interferencia de Ripley. La semana siguiente, Dominik y Priest fracasaron en su intento de destronar a los canadienses después de que Rollins y Liv Morgan derrotaran a Bálor y Ripley. La noche siguiente en NXT, Dominik, para sorpresa de muchos, derrotó a Wes Lee por el Campeonato Norteamericano de NXT después de la interferencia de los otros miembros para ganar su primer campeonato individual en WWE y ser el segundo miembro en conseguirlo. Dominik retuvo su título contra Butch en el siguiente episodio de Raw. En el proceso, Dominik se convirtió en la primera superestrella de WWE en luchar en los eventos principales de Raw, NXT y SmackDown en la misma semana. En el siguiente episodio de Raw, Dominik derrotó a Sami Zayn para retener el título y nuevamente lo haría el 30 de julio en NXT The Great American Bash tras vencer a Lee y Mustafa Ali. En SummerSlam el 5 de agosto, Bálor no pudo ganarle el título a Rollins en su combate de revancha a pesar de la interferencia de Priest, sobre lo cual ambos discutieron en el siguiente episodio de Raw en un segmento entre la agrupación y JD McDonagh, quien aconsejó a Priest cobrar pronto su maletín para que él y Bálor volvieran a estar en la misma página. Más tarde esa noche, McDonagh atacó a Zayn, quien estaba programado para competir junto a Rollins y Cody Rhodes en una lucha por equipos ante The Judgment Day, convirtiéndolo en un posible miembro. En el episodio del 8 de agosto de NXT, Dominik defendió con éxito el Campeonato Norteamericano de NXT contra Dragon Lee. En el evento Payback, Bálor y Priest derrotaron a Owens y Zayn ganando el Campeonato Indiscutible en Parejas en una pelea callejera al estilo Pittsburgh, convirtiendo a Bálor en el vigésimo cuarto Campeón Grand Slam de la empresa.
En la Noche 1 de WrestleMania XL, el 6 de abril de 2024, Ripley defendió exitosamente el Campeonato Mundial Femenino ante Becky Lynch, pero más tarde, Priest y Bálor perdieron el Campeonato Indiscutible en Parejas en un Ladder Match, en el que A-Town Down Under (Austin Theory & Grayson Waller) y The Awesome Truth (The Miz & R-Truth) descolgaron los cinturones de SmackDown y Raw, respectivamente, desunificando, de paso, los títulos. Sin embargo, en la Noche 2 del evento, el 7 de abril, Priest consiguió el Campeonato Mundial de Peso Pesado, luego de canjear su maletín Money in the Bank sobre Drew McIntyre, quien minutos antes había derrotado a Seth «Freakin» Rollins, pero que fue atacado posterior a su victoria por CM Punk, quien oficiaba como comentarista invitado.

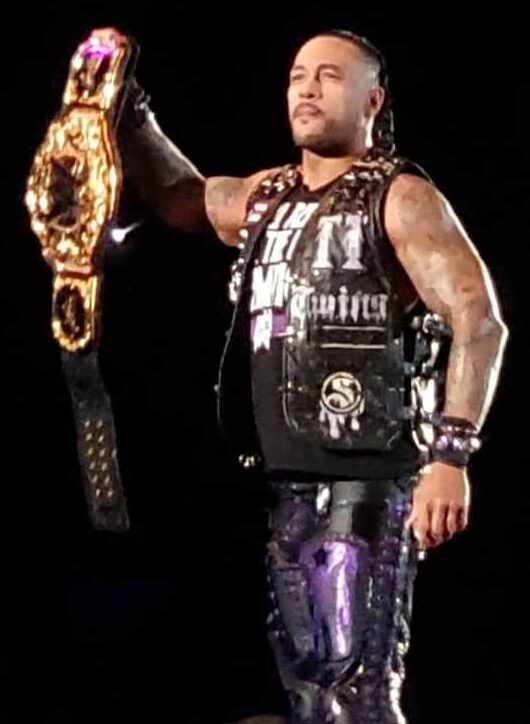
Damian Priest como Campeón Mundial Peso Pesado en 2024.

El 15 de abril, una semana después de haber sido atacada en los pasillos por Liv Morgan, Ripley debió dejar vacante su título por una lesión en uno de sus hombros. De paso, anunció que se alejaba de la actividad por un tiempo, mientras se recuperaba. Luego de que Becky Lynch lograra el campeonato vacante, Morgan logró el título  venciéndola el 25 de mayo en el evento King of the Ring.
En la edición del 26 de junio de Raw, gracias a que Liv Morgan les consiguió una lucha titular, Bálor y McDonagh lograron el Campeonato Mundial de Parejas, venciendo a The Awesome Truth.
En SummerSlam, el 3 de agosto, Ripley perdió el combate contra Morgan por el Campeonato Mundial Femenino, en el cual fue traicionada por Mysterio, quien dejó una silla en el ring, la que fue usada por la campeona para aplicar su finisher y retener el título. Tras el combate, Mysterio y Morgan se besaron, revelando que la movida de Dominik fue premeditada. Más tarde, esa misma noche, Priest perdió el Campeonato Mundial de Peso Pesado ante Gunther, también siendo traicionado por Bálor, quien puso el pie del retador sobre una cuerda cuando Damian estaba cubriéndolo. Ambas actitudes pusieron en duda el futuro del grupo. Dos días más tarde, en Raw, Bálor reveló las razones de su traición a Priest y dio a conocer que el stable sumaba como integrante a Morgan y mantenía a McDonagh, Mysterio y Carlito como miembros. Es misma noche, Priest se enfrentó a McDonagh, pero apareció el resto del grupo para atacarlo, sin embargo, Ripley llegó para respaldarlo, haciendo huir a The Jugdment Day.
En el evento Bad Blood, el 5 de octubre de 2024, Priest derrotó a Bálor, a pesar de la interferencia de Carlito y McDonagh. Más tarde esa noche, Raquel Rodríguez hizo su regreso a WWE, atacando a Ripley en la lucha contra Morgan, permitiendo a la campeona retener su título por descalificación. En la conferencia posterior al evento, Morgan comunicó que Rodríguez era la nueva integrante del grupo.
El 6 de enero de 2025, en el especial televisivo Raw Premier en Netflix, Morgan perdió el Campeonato Mundial Femenino a manos de Ripley, dejando a The Judgment Day sin títulos. El grupo volvió a lograr un campeonato el 24 de febrero de 2025 en Raw, cuando Morgan & Rodríguez ganaron por tercera vez como dupla el Campeonato Femenino de Parejas de WWE tras derrotar a Bianca Belair & Naomi.
16 de junio de 2025 (Raw) Durante el episodio de Monday Night Raw emitido el 16 de junio de 2025 desde Green Bay, Wisconsin, JD McDonagh fue derrotado por AJ Styles en un combate individual. Dominik Mysterio intentó intervenir a favor de McDonagh, pero Styles logró neutralizarlo y conectar un Styles Clash para la victoria. Finn Bálor apareció al final del combate para prevenir mayores daños sobre McDonagh.  En el mismo episodio, Liv Morgan realizó una promo junto a Dominik Mysterio al inicio del programa, reafirmando su cercanía como aliados dentro del grupo. Más adelante, Morgan se enfrentó a Kairi Sane, pero el combate fue detenido tras una aparente lesión en el hombro derecho de Liv, dictándose descalificación.  Por su parte, Raquel Rodríguez participó en una lucha clasificatoria del torneo Queen of the Ring, en formato Fatal 4-Way, enfrentando a Asuka, Ivy Nile y Stephanie Vaquer. Asuka se llevó la victoria tras una interferencia de Rhea Ripley, quien atacó a Rodríguez en los momentos finales de la lucha, afectando directamente su rendimiento.

## Miembros

### Miembros actuales
| Nombre           | Tiempo                           | Notas |
| ---------------- | -------------------------------- | --- |
| Finn Bálor       | 6 de junio de 2022-Presente      | Líder actual. Fue añadido inicialmente como el cuarto miembro del stable original, pero terminaría atacando a Edge, y traicionándolo junto a Ripley y Priest. |
| Dominik Mysterio | 5 de septiembre de 2022-Presente | Se unió como miembro del stable tras atacar a Edge y a Rey Mysterio en Raw, después de haberlo hecho también en Clash at the Castle. |
| JD McDonagh      | 13 de noviembre de 2023-Presente | Se unió como asociado de Bálor. Aunque estuvo ayudando al stable, formó parte oficialmente del mismo desde el 13 de noviembre de 2023. |
| Liv Morgan       | 5 de agosto de 2024-presente     | Se unió al grupo tras la traición de Mysterio a Ripley en SummerSlam. |
| Raquel Rodríguez | 5 de octubre de 2024-presente    | Se unió al grupo en Bad Blood, interfiriendo en la lucha entre Morgan y Ripley. |
| Roxanne Perez    | 30 de junio de 2025- presente    | En el episodio de WWE Raw del 19 de mayo de 2025 después de semanas hablado con Finn Bálor, fue presentada como refuerzo. El 30 de junio finalmente hicieron oficial su introducción al grupo, además de darle el campeonato en parejas luego de la lesión de Morgan. |

### Miembros anteriores
| Nombre        | Tiempo                                 | Notas |
| ------------- | -------------------------------------- | --- |
| Edge          | 3 de abril de 2022-6 de junio de 2022  | Primer líder. Miembro fundador. Fue expulsado luego de ser traicionado por Priest y Ripley. |
| Damian Priest | 3 de abril de 2022-3 de agosto de 2024 | Miembro fundador y autoproclamado líder. Asumió el liderato del stable al poseer el Campeonato Mundial Peso Pesado. Fue traicionado por Bálor en SummerSlam y posteriormente expulsado. |
| Rhea Ripley   | 8 de mayo de 2022-3 de agosto de 2024  | Miembro fundador, primera integrante femenina y considerada segunda líder. Asumió el liderato del stable al mismo tiempo que Priest. Fue traicionada por Mysterio en SummerSlam y posteriormente expulsada. |
| Carlito       | 6 de mayo de 2024- 2 de junio de 2025  | Se incorporó inicialmente como asociado del grupo el 6 de mayo de 2024, durante una etapa en la que colaboraba estrechamente con Dominik Mysterio. A partir del 5 de agosto de 2024 fue reconocido como miembro oficial del stable. Desempeñó el rol de uno de los aliados más leales de Dominik dentro del grupo, participando ocasionalmente en combates y segmentos, especialmente en las dinámicas internas de la "Casa Club" del Judgment Day. Su contrato con WWE expiró el 2 de junio de 2025, sin una renovación oficial por parte de la compañía. Como resultado, dejó de aparecer en televisión sin una despedida formal o una explicación argumental de su salida del grupo. Su última aparición relevante fue en un segmento donde mostró preocupación por los hábitos alimenticios de Dominik Mysterio, lo que marcó su última interacción visible como parte activa del grupo. |

## Línea de tiempo
Hasta el 17 de agosto de 2025.

## Campeonatos y logros
- WWE

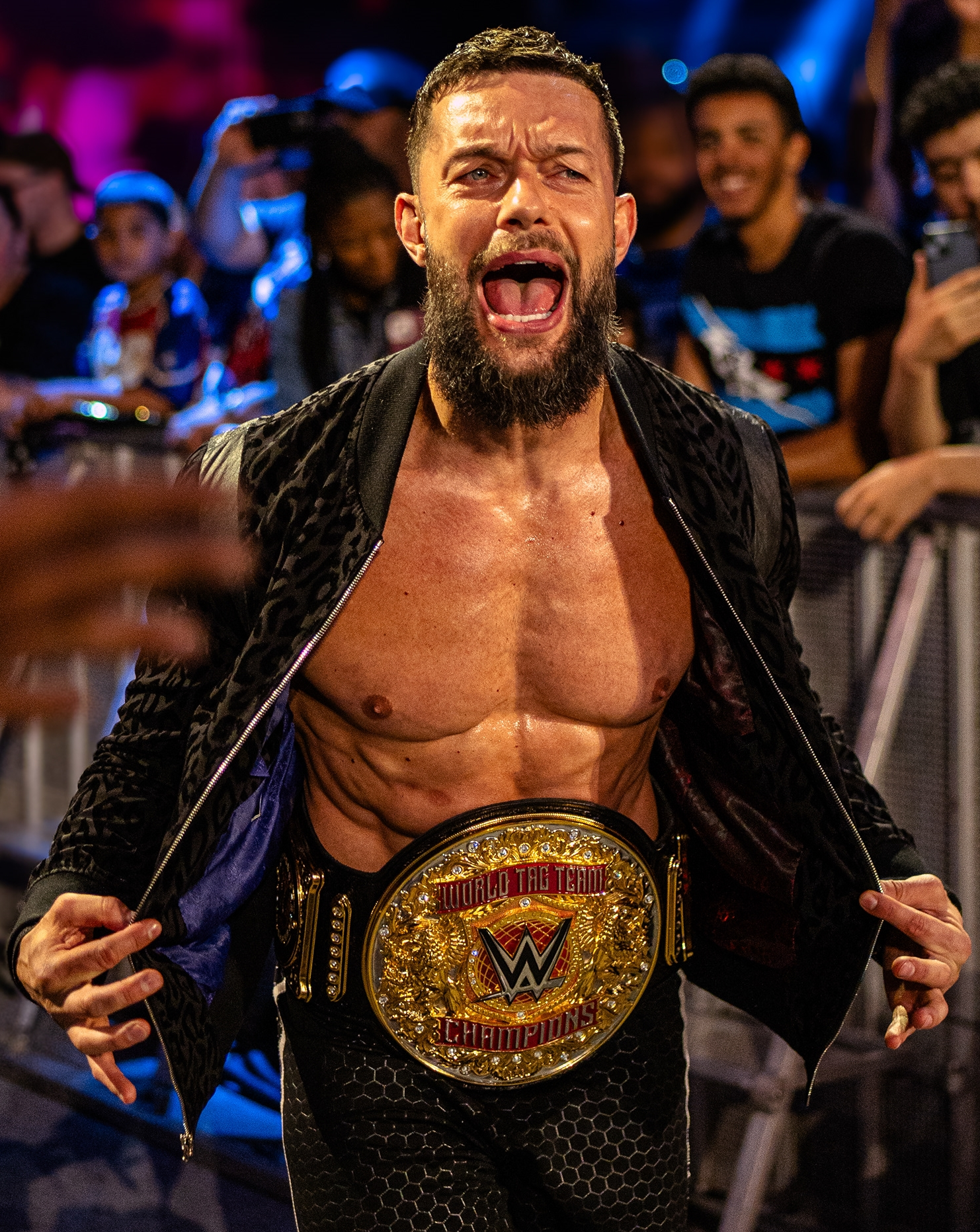
Finn Bálor como Campeón Mundial en Parejas en 2024

  - World Heavyweight Championship (1 vez) — Priest
  - WWE Intercontinental Championship (1 vez, actual) — Mysterio
  - Undisputed WWE Tag Team Championship (2 veces) — Priest & Bálor
  - World Tag Team Championship (2 vez, actual) — Bálor & McDonagh
  - Women's World Championship  (2 veces) — Ripley (1), Morgan (1)
  - Women's Tag Team Championship (3 veces) — Morgan & Rodríguez (2), Rodríguez & Perez (1)
  - NXT North American Championship (2 veces) — Mysterio
  - Women's Royal Rumble (1 vez) — Ripley (2023)
  - Money in the Bank (1 vez) — Priest (2023)